# Metophthalmus septemstriatus
Metophthalmus septemstriatus is een keversoort uit de familie schimmelkevers (Latridiidae). De wetenschappelijke naam van de soort werd in 1962 gepubliceerd door Melville Harrison Hatch.